# Der kleine Grenzverkehr (Film)
Der kleine Grenzverkehr ist ein deutscher Spielfilm aus dem Jahre 1943 nach einem Drehbuch von Erich Kästner unter Vorlage seines Romans Georg und die Zwischenfälle (1938). In den Hauptrollen spielen Hertha Feiler und Willy Fritsch, die Regie führte Hans Deppe.

## Handlung
Der Lachforscher Dr. Dr. Dr. Georg Rentmeister möchte seinen Freund Karl in Salzburg besuchen, aber eine zwischen dem Deutschen Reich und Österreich seinerzeit bestehende Devisenbeschränkung erfordert einen Antrag bei der Devisenstelle, um den Urlaub finanzieren zu können. Seit Wochen bereits wartet der Wissenschaftler auf die Genehmigung seiner Reise. Bei einer Präsentation seiner Lachforschungen rät ihm der dazu eingeladene Geheimrat zur Nutzung des so genannten kleinen Grenzverkehrs zwischen den Städten Bad Reichenhall und Salzburg, um so die Sanktion zu umgehen. Die Urlauber nehmen dabei ihr Quartier in dem deutschen Kurort, aber fahren tagsüber mit dem Bus in die österreichische Festspielstadt. Einzig die finanziellen Mittel vor Ort in Salzburg sind dabei beschränkt, denn monatlich dürfen nur zehn Reichsmark von Deutschland nach Österreich ausgeführt werden. Dr. Rentmeister rechnet seinen 30-tägigen Urlaub durch und beschließt, die Reise anzutreten. Vor Ort stößt er jedoch schnell an die Grenze seiner Möglichkeiten.
Beeindruckt von der in Salzburg vorherrschenden, traditionellen Hutmode kauft er sich als erstes einen Trachtenhut zum Preis seines kompletten Urlaubsbudgets. Anschließend begibt er sich zum Treffen mit seinem Freund Karl ins Café Glockenspiel und bestellt einen Kaffee. Karl jedoch sitzt im Café Tomaselli. Die beiden Herren verpassen sich.
Dr. Rentmeister wartet vergeblich und bestellt Wasser um Wasser, da er das Café nicht verlassen kann, ohne die Zeche zu prellen. In der Zwischenzeit setzt sich eine junge Dame an den Nachbartisch und fällt dem Wissenschaftler sofort ins Auge. Auch er erregt ihre Aufmerksamkeit, jedoch amüsiert sie sich eher über die zahlreichen Wassergläser auf seinem Tisch. Nach einer Stunde schließlich fasst er sich ans Herz, schildert der jungen Frau sein Malheur und bittet sie, seine Getränke zu bezahlen. Das Pärchen bricht gemeinsam zu einem Spaziergang auf, während Konstanze, so der Name der jungen Frau, noch einige Einkäufe erledigt. Zum Abschied küsst Dr. Rentmeister sie und ist so verzaubert, dass er seinen auf dem Marktplatz sitzenden Freund Karl übersieht. Konstanze kehrt nach Hause zum Schloss Reichenau zurück, wo sie als Stubenmädchen arbeitet. Der Wissenschaftler fährt zurück nach Bad Reichenhall und erhält kurz darauf einen Anruf von Karl, der das Missverständnis mit dem Café aufklärt. 
Völlig mittellos fährt Dr. Rentmeister am nächsten Tag erneut nach Salzburg, wo er sich wiederum mit Konstanze verabredet hat. Bei einem weiteren Spaziergang erzählt Konstanze ihrem Verehrer von ihrem Beruf als Stubenmädchen, der gegenwärtig besonders gut bezahlt sei, weil der Schlossherr verreist ist und das Schloss einem reichen, gutes Trinkgeld zahlenden Fabrikanten vermietet hat. Das sich mittlerweile duzende Paar verabredet sich auch für den übernächsten Tag zu einer Wanderung im Salzkammergut. Zur Überraschung von Georg fährt Konstanze dazu mit einem Auto vor, das ihr der Graf für den freien Tag überlassen hat. Sie fahren zum Baden an einen See, werden dort vom Gewitter überrascht und landen schließlich am Salzburger Hauptbahnhof, wo sie die von Georg mitgebrachten Brote verzehren, um Geld zu sparen. Georg verpasst seinen Zug und will bei Karl übernachten, aber der Freund ist nicht zuhause. So lädt Konstanze kurzerhand Georg in ihr Zimmer ein, wo er auf dem Sofa übernachten soll. Im Dunkeln jedoch weist ihm Konstanze den Weg zu ihrem Bett. Am nächsten Morgen macht ihr Georg im Schlosspark einen Heiratsantrag. Konstanze willigt ein. Da sie arbeiten muss, verbringt Georg den Rest des Tages mit Karl.
Karl ist es auch, der am nächsten Tag an Georgs Stelle zum Treffen mit Konstanze erscheint. Er verrät ihr, dass er sie als Komtesse Konstanze in Begleitung des Grafen Franz im Kasino gesehen und dies Georg berichtet habe. Georg würde daher nicht kommen, sondern plane abzureisen. Konstanze ist entsetzt und will das Missverständnis umgehend aufklären. Sie informiert Franz, der sofort nach Bad Reichenhall reist und Georg über die Zusammenhänge aufklärt. Tatsächlich sei Konstanze derzeit ein Stubenmädchen, aber er sei ihr Bruder, und beide arbeiteten wie der Rest der Familie als Dienstboten im Schloss. Denn der Graf sei mit seiner Familie gar nicht verreist, sondern arbeite als Schriftsteller im Nebenberuf an einem Theaterstück über den Umgang des als Dienerschaft verkleideten österreichischen Adels mit im Schloss beherbergten norddeutschen, neureichen Urlaubsgästen. Die Maskierung sei den Recherchezwecken geschuldet und die wahre Dienerschaft freigestellt.
Georg und die vor dem Hotel wartende Konstanze versöhnen sich, und Georg wird als weiterer Gast ins Schloss eingeladen, wo ihn der Vater als willkommene Zusatzfigur in sein zu schreibendes Theaterstück einbaut. Durch eine Indiskretion der Fabrikantentochter kommt ans Licht, dass sich Konstanze und der neue Gast bereits kannten, so dass Konstanze entlassen wird und mit Georg das Schloss verlässt. Als sich außerdem herausstellt, dass auch die Fabrikantenfamilie über den Rollentausch der Grafenfamilie informiert war und lediglich selbst ihre Rolle gespielt hat, beschließt der Graf nicht mehr zu schreiben, sondern trägt dem vielseitigen Georg beim späteren Verlobungsessen auf, das Stück zu Ende zu schreiben.

## Produktionsnotizen
Der kleine Grenzverkehr wurde im Herbst 1942 in Bad Reichenhall sowie Salzburg und Umgebung gedreht. Der Film zeichnet sich durch zahlreiche Stadt- und Landschaftsansichten aus, die teilweise durch eine in die Handlung eingebettete Stadtführung in Salzburg ergänzt werden. Die restlichen Aufnahmen fanden bis Dezember 1942 in den Filmstudios von Berlin-Tempelhof statt.
Der am 1. April 1943 geprüfte Film wurde am 22. April 1943 in Frankfurt uraufgeführt. Die Berliner Premiere folgte zwei Monate später im Kino Marmorhaus.
Erich Kästner hatte das Drehbuch, ebenso wie das zum 25. Jubiläum der UFA erarbeitete Script des Films Münchhausen, mit Sondergenehmigung des Propagandaministeriums unter dem Pseudonym Berthold Bürger nach einer selbst erlebten und bereits im Roman Georg und die Zwischenfälle niedergeschriebenen Geschichte verfasst. Als Hitler von der wahren Autorenschaft erfuhr, erließ er umgehend ein Publikationsverbot, so dass Bürger alias Kästner im Vorspann des Films nicht genannt wurde.
Unter dem Titel Salzburger Geschichten wurde das Drehbuch 1956 mit Marianne Koch und Paul Hubschmid in den Hauptrollen neu verfilmt, Regie führte Kurt Hoffmann.

## Kritiken
„Wir aber wollen versuchen, in einem Film, der sich aus guten Einfällen zusammensetzt, nicht mehr zu sehen, als er für sich beansprucht, nämlich ein lustig Stücklein zu sein, auch in ernster Zeit. So betrachtet, erhält dieser Film seinen Wert und seine Aufgabe.“

„Eine galante Liebeskomödie“